# Fountain of Youth (película)
Fountain of Youth es una próxima película británico-estadounidense de aventuras y atracos dirigida por Guy Ritchie y escrita por James Vanderbilt. Está protagonizada por John Krasinski, Natalie Portman, Domhnall Gleeson, Eiza González, Stanley Tucci, Laz Alonso, Arian Moayed, Carmen Ejogo, Daniel de Bourg y Russell Balogh.

## Premisa
Un par de hermanos separados se unen y se embarcan en un viaje para encontrar la famosa Fuente de la juventud.

## Reparto
- John Krasinski como Luke Purdue
- Natalie Portman como Charlotte Purdue
- Domhnall Gleeson
- Eiza González como Esme
- Stanley Tucci
- Laz Alonso
- Arian Moayed
- Carmen Ejogo
- Daniel de Bourg
- Russell Balogh
- Benjamin Chivers

## Producción
En marzo de 2023 se anunció que Dexter Fletcher dirigiría la película, con un guion de James Vanderbilt.
En enero de 2024, Fletcher había abandonado el proyecto, con Guy Ritchie ahora como director, con John Krasinski y Natalie Portman como protagonistas. Se esperaba que la fotografía principal comenzara a principios de 2024. Domhnall Gleeson y Eiza González también se unieron al elenco ese mes, y Laz Alonso se unió en febrero. En marzo se sumarían Arian Moayed y Carmen Ejogo.
El rodaje comenzó en Bangkok en febrero de 2024, seguido de Viena y Luxor en marzo y Liverpool en mayo.